# 1920 en Hongrie
Cet article présente les faits marquants de l'année 1920 en Hongrie.

## Décès
- 4 février : Modest Sosenko, peintre et artiste monumental ausro-hongrois puis ukrainien (° 28 avril 1875).